# دوغلاس ميلتون
دوغلاس ميلتون (بالإنجليزية: Doug Melton)‏ أستاذ بجامعة هارفارد، ومحقق في معهد هوارد هيوز الطبي. بالإضافة إلى ذلك، يعمل ميلتون كمدير مشارك لمعهد هارفارد للخلايا الجذعية وكان أول رئيس مشارك (مع ديفيد سكادين) لقسم الخلايا الجذعية والبيولوجيا المتجددة بجامعة هارفارد. ميلتون هو مؤسس العديد من شركات التكنولوجيا الحيوية بما في ذلك غيلياد ساينسز وغيرها. ميلتون عضو في الأكاديمية الوطنية للعلوم، والأكاديمية الأمريكية للفنون والعلوم، وهو عضو مؤسس في الجمعية الدولية لأبحاث الخلايا الجذعية.

## التعليم
نشأ ميلتون في بلو آيلاند، وحصل على بكالوريوس العلوم في علم الأحياء من جامعة إلينوي إربانا شامبين عام 1975. حصل على منحة مارشال للدراسة في جامعة كامبريدج حيث حصل على بكالوريوس الآداب في تاريخ وفلسفة العلوم عام 1977، ودرجة الدكتوراه تحت إشراف جون غوردون.

## المسار العلمي
كان عمل ميلتون المبكر في علم الأحياء التطوري العام، حيث حدّد الجينات المهمة لتحديد مصير الخلية ونمط الجسم. أدى هذا إلى اكتشاف أن الجهاز العصبي في الفقاريات يتشكل بشكل افتراضي عندما لا تتلقى الخلايا الجنينية المبكرة إشارات استقرائية لتصبح أديمًا متوسطًا أو أديمًا داخليًا. كما كان رائدًا في تقنية النسخ في المختبر. يُستخدم نظام الحمض النووي الريبوزي (RNA) الآن على نطاق واسع لإنتاج كميات كبيرة من من الحمض النووي الريبوزي المرسال في المختبر، وهو، على سبيل المثال، أساس إنتاج لقاحات الحمض النووي الريبوزي المرسال لكوفيد 19.
في منتصف التسعينيات، تركز العمل في مختبره على تطوير البنكرياس بهدف إيجاد علاجات جديدة لمرض السكري.
في عام 2001 عندما قطع الرئيس جورج دبليو بوش التمويل الفيدرالي لأبحاث الخلايا الجذعية الجنينية، استخدم ميلتون التبرعات الخاصة لإنشاء 17 سلالة من الخلايا الجذعية البشرية ووزعها دون مقابل على الباحثين في جميع أنحاء العالم.
في أغسطس 2008، نشر مختبر ميلتون نجاحًا في إعادة برمجة خلايا البنكرياس الخارجية للفئران البالغة إلى خلايا إفراز الأنسولين والتي تشبه إلى حد بعيد خلايا بيتا الداخلية من البنكرياس من حيث الحجم والشكل والبنية التحتية الدقيقة والجينات الأساسية للواسمات. على عكس إنتاج خلايا بيتا من الخلايا الجذعية الجنينية التقليدية أو تقنية الخلايا الجذعية المحفزة (iPSC) التي تم تطويرها مؤخرًا، تضمّنت طرقة ميلتون إعادة برمجة الخلية المباشرة لنوع من الخلايا البالغة (خلية إفرازية) إلى نوع خلية أخرى بالغة (خلية بيتا) دون الرجوع إلى حالة الخلايا الجذعية متعددة القدرات.
تشمل اهتماماته البحثية الحالية علم الأحياء التطوري للبنكرياس والتمايز الموجه للخلايا الجذعية الجنينية البشرية، لا سيما فيما يتعلق بمرض السكري من النوع الأول. في عام 2014، أبلغ عن طريقة تستخدم الخلايا الجذعية البشرية لتوليد كميات غير محدودة تقريبًا من خلايا بيتا الوظيفية المنتجة للأنسولين والتي تستجيب بشكل مناسب لاختبار تحمل الجلوكوز. وتعتبر هذه خطوة مهمة إلى الأمام في الطب التجديدي لعلاج محتمل لمرض السكري، بما في ذلك مرض السكري من النوع الأول الذي يصيب طفليه.

## الجوائز والتكريمات
انتخب ميلتون عضوا في الأكاديمية الوطنية للعلوم والأكاديمية الأمريكية للفنون والعلوم في عام 1995. في عام 2007 ومرة أخرى عام 2009، تم إدراج ميلتون ضمن قائمة تايم 100 لأكثر 100 شخصية مؤثرة في العالم. في عام 2016، حصل ميلتون على جائزة أوغاوا ياماناكا (Ogawa-Yamanaka Prize) في بيولوجيا الخلايا الجذعية.